# Bohdanivka, Novomîkolaiivka
Bohdanivka (în ucraineană Богданівка) este un sat în comuna Storciove din raionul Novomîkolaiivka, regiunea Zaporijjea, Ucraina.

## Demografie
Componența lingvistică a localității Bohdanivka
     Ucraineană (86,89%)
     Rusă (9,02%)
Conform recensământului din 2001, majoritatea populației localității Bohdanivka era vorbitoare de ucraineană (86,89%), existând în minoritate și vorbitori de rusă (9,02%).